# Woiwodschaft Elbląg

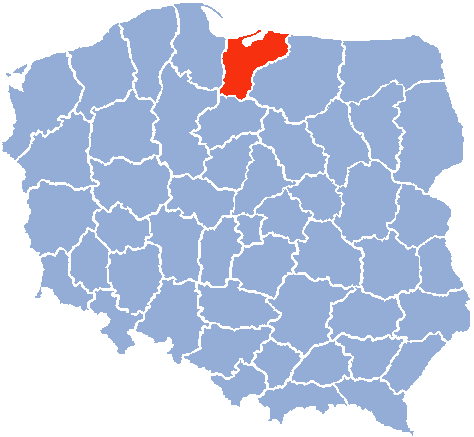
Woiwodschaft Elbląg innerhalb Polens

Die Woiwodschaft Elbląg (Elbing) war in den Jahren 1975–1998 eine polnische Verwaltungseinheit, die im Zuge einer Verwaltungsreform in den heutigen Woiwodschaften Pommern und Ermland-Masuren aufging. Die Hauptstadt war Elbing.
Bedeutende Städte waren (Einwohnerzahlen von 1995):
- Elbląg (Elbing, 128.700)
- Malbork (Marienburg, 40.300)
- Kwidzyn (Marienwerder, 39.300)